# Usan-guk
Entités suivantes :
- Silla

Usan-guk（于山國), ou État d'Usan, est un ancien État coréen qui a occupé Ulleungdo（鬱陵島）et les îles adjacentes pendant la période des Trois Royaumes de Corée. Selon le Samguk sagi, il a été conquis par le général du royaume de Silla Kim Isabu en 512. Il aurait utilisé des lions ou des tigres en bois pour intimider les habitants à se rendre. Il a été écrit que l'alias d'Usan-guk est Ulleungdo.
Les Annales de la dynastie Joseon (朝鮮王朝実録) - 5 février 17e année de l'ère Taejong (1417) -. Cet enregistrement officiel parle d'un inspecteur qui ramène 86 habitants de l'île d'Usan (Usando) à la Corée. Il appelle l'île "Usando" et non l'état "Usan-guk", mais il est évident que ce document parle bien de l'île Ullengdo selon la description de l'île. L'alias d'Ullengdo est donc Usando.
La Chronique du Roi Sejong  (Sejong Sillok 世宗實錄, 1432) décrit qu'il y a deux îles distinctes qui s'appellent Osan (於山) et Bureung (武陵), qui correspond à Usan-guk et Ulleungdo de la période Silla. Il peut s'agir d'Ulleungdo et d'une île à côté de celle-ci comme le document parle de leur proximité, mais selon le point de vue coréen, l'île d’Osan (於山) désigne les rochers Liancourt d'aujourd'hui à peine visibles d'Ulleungdo.
Goryeosa (高麗史, 1451) et Mangi Yoram (萬機要覽, 1808), Usan-guk se composait d'Ulleungdo et d'Usando. Les Coréens croient que Usando correspond à Dokdo parce que les anciens enregistrements géographiques coréens indiquent qu'Ulleungdo et Usando ne peuvent se voir que par temps clair.
Du point de vus japonais, Usando ne correspond pas aux rochers Liancourt (Dokdo (kr), Takeshima (jp)), car, selon la Nouvelle édition de la recherche élargie de la géographie de Corée (Sinjeung dongguk yeoji seungnam (新增東國輿地勝覽), 1530), les deux îles sont tellement proches que les cimes des arbres aux sommets les montagnes et les plages au pied des montagnes sont visibles, alors qu'en réalité les deux îles (Ulleungdo et rochers Liancourt) sont éloignées d'environ 88km.

## Cartes anciennes coréennes

Usan
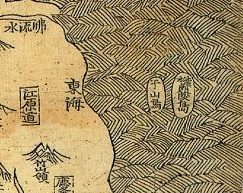
Carte Joseon (1530) : Usando (于山島) à l'ouest, et Ulleungdo (鬱陵島) à l'est .
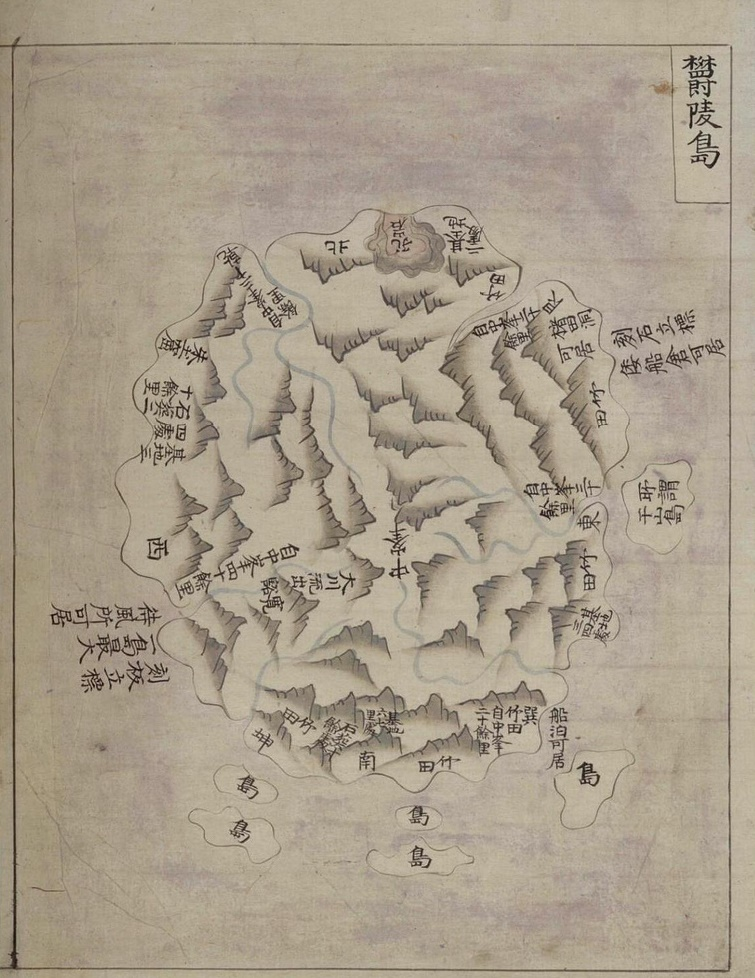
廣輿圖 (Gwang Yeodo,1737-1776) Cette carte montrait Ulleungdo avec une petite île au large de sa rive orientale appelée "la soi-disante Usando" (所謂 于山島).
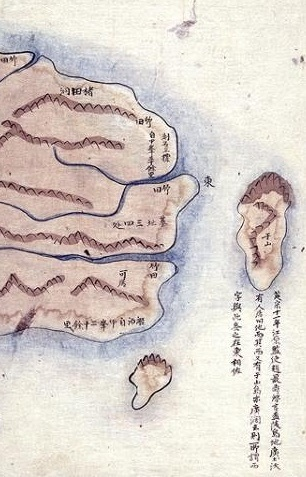
Kim Jeong-ho "Daedongyeojido" (1861) : Est de Ulleungdo (鬱陵島) et Usando (于山).
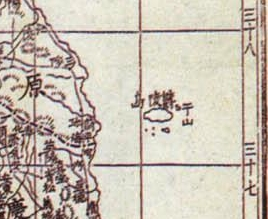
Une carte par l'Empire coréen : Ulleungdo (鬱陵島) et Usan (于山).